# Evgenia Medvedeva
Evgenia Armanovna Medvedeva (em russo: Евгения Армановна Медведева; Moscou, 19 de novembro de 1999) é uma patinadora artística russa. Ela foi medalhista de prata (individual e por equipes) nos Jogos Olímpicos de Inverno de 2018, bicampeã mundial (2016, 2017), medalhista de bronze mundial (2019), bicampeã europeia (2016–2017), vice-campeã europeia (2018) e campeã mundial júnior (2015). Ela também foi bicampeã nacional (2016, 2017) e medalhista de bronze no campeonato nacional sênior e ouro no júnior em 2015.

## Programas
| Temporada | Programa curto | Programa livre | Exibição de gala |
| --------- | --- | --- | --- |
| 2021–2022 | Não competiu | Não competiu | - Vai Vedrai - Alegría - Jeux d'enfants (from Cirque du Soleil) by René Dupéré choreo. by Shae-Lynn Bourne - The Chairman's Waltz - Going to School - Sayuri's Theme - Becoming a Geisha (from Memoirs of a Geisha) by John Williams choreo. by Shae-Lynn Bourne |
| 2020–2021 | - Masqueradeby Aram Khachaturian choreo. by Jeffrey Buttle | - Vai Vedrai - Alegría - Jeux d'enfants (from Cirque du Soleil) by René Dupéré choreo. by Shae-Lynn Bourne | - Echo of Love by Anna German choreo. by Eteri Tutberidze - Kometa by JONY choreo. by Ilia Averbukh |
| 2019–2020 | - Exogenesis: Symphony Part 3 (Redemption) by Muse choreo. by Ilia Averbukh and Jeffrey Buttle                                                                 | - The Chairman's Waltz - Going to School - Sayuri's Theme - Becoming a Geisha (from Memoirs of a Geisha) by John Williams choreo. by Shae-Lynn Bourne | - idontwannabeyouanymore by Billie Eilish choreo. by Joey Russell - The Windmills of Your Mind by Michel Legrand performed by All Angels - Beautiful Mess by Kristian Kostov choreo. by Medvedeva |
| 2018–2019 | - E lucevan le stelle (from Tosca by Giacomo Puccini) choreo. by Misha Ge - Orange Colored Sky performed by Natalie Cole choreo. by David Wilson, Sandra Bezic | - Mumuki - Regreso al amor (from Sur) - Libertango by Astor Piazzolla performed by Yo-Yo Ma choreo. by David Wilson | - Faith by May J. choreo. by Stéphane Lambiel - Million Roses by Raimonds Pauls performed by Alla Pugacheva choreo. by Shae-Lynn Bourne - 7 Rings by Ariana Grande choreo. by Misha Ge - Experience by Ludovico Einaudi choreo. by Medvedeva - Beautiful Mess by Kristian Kostov choreo. by Medvedeva - The Windmills of Your Mind by Michel Legrand performed by All Angels |
| 2017–2018 | - Nocturne in C-sharp minor, Op. posth. performed by Joshua Bell choreo. by Ilia Averbukh                                                                      | - Anna Karenina - Overture - Dance With me - I Understood Something - Too Late by Dario Marianelli choreo. by Daniil Gleichengauz, Ilia Averbukh - January Stars by George Winston - Divenire by Ludovico Einaudi - The Departure (Lullaby) (from The Leftovers) by Max Richter - Dona Nobis Pacem 2 (from The Leftovers) by Max Richter | - Beautiful by Linda Perry performed by Christina Aguilera - Cuckoo by Viktor Tsoi performed by Polina Gagarina from Battle for Sevastopol choreo. by Eteri Tutberidze - Méditation (Thaïs) performed by Vladimir Spivakov, Sergei Bezrodny - Anna Karenina - Overture - Dance With Me - I Understood Something - Too Late by Dario Marianelli                               |
| 2016–2017 | - River Flows in You by Yiruma - The Winter by Balmorhea choreo. by Ilia Averbukh                                                                              | - Extremely Loud and Incredibly Close (from Extremely Loud and Incredibly Close) by Alexandre Desplat - Piano Lesson with Grandma (from Extremely Loud and Incredibly Close) by Alexandre Desplat - Flying by Dan Cullen choreo. by Daniil Gleichengauz and Ilia Averbukh                                                                | - Méditation (Thaïs) performed by Vladimir Spivakov, Sergei Bezrodny - Mamarl by Patax choreo. by David Wilson - Parole parole by Dalida and Alain Delon - Moi je joue by Brigitte Bardot choreo. by Daniil Gleichengauz - Vogue by Madonna choreo. by Daniil Gleichengauz - Moonlight Densetsu from the anime Sailor Moon choreo. by Daniil Gleichengauz                    |
| 2015–2016 | - Melodies of the White Night by Isaac Schwartz choreo. by Alexander Zhulin                                                                                    | - Dance For Me Wallis (from W.E.) by Abel Korzeniowski - Allegro by René Aubry - Charms (from W.E.) by Abel Korzeniowski choreo. by Ilia Averbukh and Igor Strelkin | - You Raise Me Up by Celtic Women - Ostanus by Gorod 312 - Tore My Heart by Oona Garthwaite - Rama Lama (Bang Bang) by Róisín Murphy - Stayin' Alive by Bee Gees |
| 2014–2015 | - The Umbrellas of Cherbourg by Michel Legrand choreo. by Alexander Zhulin                                                                                     | - Ein Sommernachtstraum by Hans Günter Wagener - Tango Tschak by Hugues Le Bars | - Stayin' Alive by Bee Gees |
| 2013–2014 | - Ballet Russe by Frank Mills | - Nocturne (from La califfa) by Ennio Morricone - Never Gonna Miss You by various artists | Música cigana russa |
| 2012–2013 | - James Bond Theme | - Na Katere by Eugen Doga - Gramofon by Eugen Doga | |
| 2011–2012 | - Rich Man's Frug by Cy Coleman | - Na Katere by Eugen Doga - Gramofon by Eugen Doga | |
| 2010–2011 | - Medley by Charlie Chaplin | - Tsyganochka (em russo: Цыганочка) - Ekh raz, eshche raz (em russo: Эх раз, ещё раз) | |
| 2009–2010 | - Für Elise by Ludwig van Beethoven | - Memory (from Cats (musical)) by Andrew Lloyd Webber | |

## Principais resultados
| Resultados | Resultados    | Resultados    | Resultados    | Resultados        | Resultados        | Resultados       | Resultados      | Resultados       | Resultados        | Resultados       | Resultados    | Resultados    | Resultados    |
| Internacional | Internacional | Internacional | Internacional | Internacional     | Internacional     | Internacional    | Internacional   | Internacional    | Internacional     | Internacional    | Internacional | Internacional | Internacional |
| Evento/Temporada | 2010– 2011    | 2011– 2012    | 2012– 2013    | 2013– 2014        | 2014– 2015        | 2015– 2016       | 2016– 2017      | 2017– 2018       | 2018– 2019        | 2019– 2020       |               |               |               |
| --- | ------------- | ------------- | ------------- | ----------------- | ----------------- | ---------------- | --------------- | ---------------- | ----------------- | ---------------- | ------------- | ------------- | ------------- |
| Jogos Olímpicos |               |               |               |                   |                   |                  |                 | Medalha de prata |                   |                  |               |               |               |
| Campeonato Mundial |               |               |               |                   |                   | Medalha de ouro  | Medalha de ouro |                  |                   |                  |               |               |               |
| Campeonato Europeu |               |               |               |                   |                   | Medalha de ouro  | Medalha de ouro | Medalha de prata |                   |                  |               |               |               |
| GP Grand Prix Final |               |               |               |                   |                   | Medalha de ouro  | Medalha de ouro |                  |                   |                  |               |               |               |
| GP Internationaux de France |               |               |               |                   |                   |                  | Medalha de ouro |                  | 4ª                |                  |               |               |               |
| GP NHK Trophy |               |               |               |                   |                   |                  |                 | Medalha de ouro  |                   |                  |               |               |               |
| GP Rostelecom Cup |               |               |               |                   |                   | Medalha de prata |                 | Medalha de ouro  |                   | Medalha de prata |               |               |               |
| GP Skate America |               |               |               |                   |                   | Medalha de ouro  |                 |                  |                   |                  |               |               |               |
| GP Skate Canada International |               |               |               |                   |                   |                  | Medalha de ouro |                  | Medalha de bronze | 5ª               |               |               |               |
| CS Autumn Classic International |               |               |               |                   |                   |                  |                 |                  | Medalha de prata  | Medalha de prata |               |               |               |
| CS Ondrej Nepela Trophy |               |               |               |                   |                   | Medalha de ouro  |                 | Medalha de ouro  |                   |                  |               |               |               |
| Shangai Trophy |               |               |               |                   |                   |                  |                 |                  |                   | Medalha de ouro  |               |               |               |
| Internacional – Júnior |               |               |               |                   |                   |                  |                 |                  |                   |                  |               |               |               |
| Campeonato Mundial Júnior |               |               |               | Medalha de bronze | Medalha de ouro   |                  |                 |                  |                   |                  |               |               |               |
| JGP Grand Prix Júnior Final |               |               |               | Medalha de bronze | Medalha de ouro   |                  |                 |                  |                   |                  |               |               |               |
| JGP JGP França |               |               |               |                   | Medalha de ouro   |                  |                 |                  |                   |                  |               |               |               |
| JGP JGP Letônia |               |               |               | Medalha de ouro   |                   |                  |                 |                  |                   |                  |               |               |               |
| JGP JGP Polônia |               |               |               | Medalha de ouro   |                   |                  |                 |                  |                   |                  |               |               |               |
| JGP JGP República Tcheca |               |               |               |                   | Medalha de ouro   |                  |                 |                  |                   |                  |               |               |               |
| Ice Star |               |               |               | Medalha de ouro   |                   |                  |                 |                  |                   |                  |               |               |               |
| Nacional |               |               |               |                   |                   |                  |                 |                  |                   |                  |               |               |               |
| Campeonato Russo |               | 8.ª           |               | 7.ª               | Medalha de bronze | Medalha de ouro  | Medalha de ouro | WD               |                   |                  |               |               |               |
| Campeonato Russo – Júnior | 12.ª          | 6.ª           | 4.ª           | 4.ª               | Medalha de ouro   |                  |                 |                  |                   |                  |               |               |               |
| Equipes |               |               |               |                   |                   |                  |                 |                  |                   |                  |               |               |               |
| Jogos Olímpicos |               |               |               |                   |                   |                  |                 | 2T/1P            |                   |                  |               |               |               |
| Japan Open |               |               |               |                   |                   |                  | 2T/1P           | 1T/1P            |                   |                  |               |               |               |
| Troféu Mundial por Equipes |               |               |               |                   |                   |                  | 2T/1P           |                  |                   |                  |               |               |               |
| |               |               |               |                   |                   |                  |                 |                  |                   |                  |               |               |               |
| Legenda: GP = Grand Prix; CS = Challenger Series; JGP = Grand Prix Júnior; T = Posição da equipe; P = Posição individual; Competição não foi disputada nesta temporada; Competição não fez parte do GP/CS; Competição fez parte do GP/CS |               |               |               |                   |                   |                  |                 |                  |                   |                  |               |               |               |